# Fjärran från vimlets yra
Fjärran från vimlets yra (engelska: Far from the Madding Crowd) är en brittisk dramafilm från 1967 i regi av John Schlesinger. Filmen är baserad på Thomas Hardys roman med samma namn. I huvudrollerna ses Julie Christie, Terence Stamp, Peter Finch och Alan Bates. 
1999 placerade British Film Institute filmen på 79:e plats på sin lista över de 100 bästa brittiska filmerna genom tiderna.

## Handling
Den kvinnliga huvudrollen, den vackra och egensinniga Batsheba spelades av Julie Christie och hennes tre friare, herden Gabriel av Alan Bates, den charmige men opålitlige sergeant Troy av Terence Stamp och den dystre men rike bonden William Boldwood av Peter Finch.

## Rollista
| Julie Christie   | – Bathsheba        |
| Terence Stamp    | – Sergeant Troy    |
| Peter Finch      | – William Boldwood |
| Alan Bates       | – Gabriel Oak      |
| Fiona Walker     | – Liddy            |
| Prunella Ransome | – Fanny            |
| Alison Leggatt   | – Mrs. Hurst       |
| Paul Dawkins     | – Henery Fray      |
| Julian Somers    | – Jan Coggan       |
| John Barrett     | – Joseph Poorgrass |
| Freddie Jones    | – Cainy Ball       |
| Andrew Robertson | – Andrew Randle    |
| Brian Rawlinson  | – Matthew Moon     |
| Vincent Harding  | – Mark Clark       |
| Victor Stone     | – Billy Smallbury  |